# Hopkinsia adscendens
Hopkinsia adscendens är en gräsväxtart som beskrevs av Barbara Gillian Briggs och Lawrence Alexander Sidney Johnson. Hopkinsia adscendens ingår i släktet Hopkinsia och familjen Anarthriaceae. Inga underarter finns listade i Catalogue of Life.